# イボダイ
イボダイ（疣鯛、学名 Psenopsis anomala）は、イボダイ科に分類される魚の一種。東アジアの温暖な沿岸海域に分布する。地域によっては重要な食用魚である。

## 名称
日本での地方名は、エボダイ（東京都・神奈川県・静岡県）、メダイ（伊豆諸島）、アゴナシ（銚子）、ヨヨシ（宮津）、ウオゼ（大阪府）、ウボゼ（関西・四国）、ボウゼ（徳島県）、シズ（愛媛県）、アマギ（八幡浜）、バカ（高知県）、クラゲウオ（兵庫県・広島県の一部）、シス（広島市周辺）、ナッカン（下関）、シュス（下関）、モチノウオ（福岡市）、モチウオ（長崎県）、ギチ（熊本県）、アメタ（大分県）、コタ（鹿児島県）など多数ある。
漢名は「刺鯧」（ツーチャン）である。地方名には、䖳鲳、肉魚、瓜核、瓜核鯧（クワワーッチョン、香港）、肉鯽仔（バッチッアー、台湾）、南鯧、玉昌、海仓などがある。
英語名は、パシフィック・ラダーフィッシュ (Pacific rudderfish)、ジャパニーズ・バターフィッシュ (Japanese butterfish)、wart perch のほか、「瓜核」を直訳したメロンシード (Melon seed) などがある。

## 特徴
成魚は全長30センチメートルに達するが、漁獲されるのは20センチメートル前後のものが多い。体は楕円形で側扁し、体高が高い。口吻は尖らず、頭部は丸い。体色は鈍い光沢のある銀灰色であり、鰓蓋の上に褐色の斑点が1つある。和名「イボダイ」は、この斑点を灸の跡（いぼお）に見立てたものである。
全身は細かい円鱗に覆われ、側線鱗数は55 - 65枚に達する。鱗は剥がれやすいが、体表からは多量の粘液が分泌される。背鰭は1基だけで、棘条はあまり発達しない。側線は体側を湾曲して走り、側と別の葉脈状の線が側線の下にある。食道の左右に食道嚢がある。

## 生態
男鹿半島・松島湾以南の日本列島沿岸、朝鮮半島、台湾、東シナ海まで、東アジア沿岸の温暖な海域に分布する。特に東シナ海や南日本沿岸で個体数が多い。イボダイ科としては分布が狭い部類に入る。
やや深い海の海底付近に多く生息する。食性は肉食性であって、クラゲ類、サルパ類、甲殻類など浮遊性・遊泳性の小動物を捕食する。
産卵期は4 - 8月（盛期5月）で、東シナ海では南部の大陸沿岸に産卵場があると推定されている。卵は直径約1ミリメートルの分離浮性卵である。孵化した稚魚は、近縁のイボダイ科・エボシダイ科魚類と同じく、海洋表層を遊泳するクラゲ類の触手付近で生活し、敵から身を守る。成長すると海底付近に移り、1年で約13センチメートル、2年で18センチメートル、3年で20センチメートルほどに成長する。

## 利用

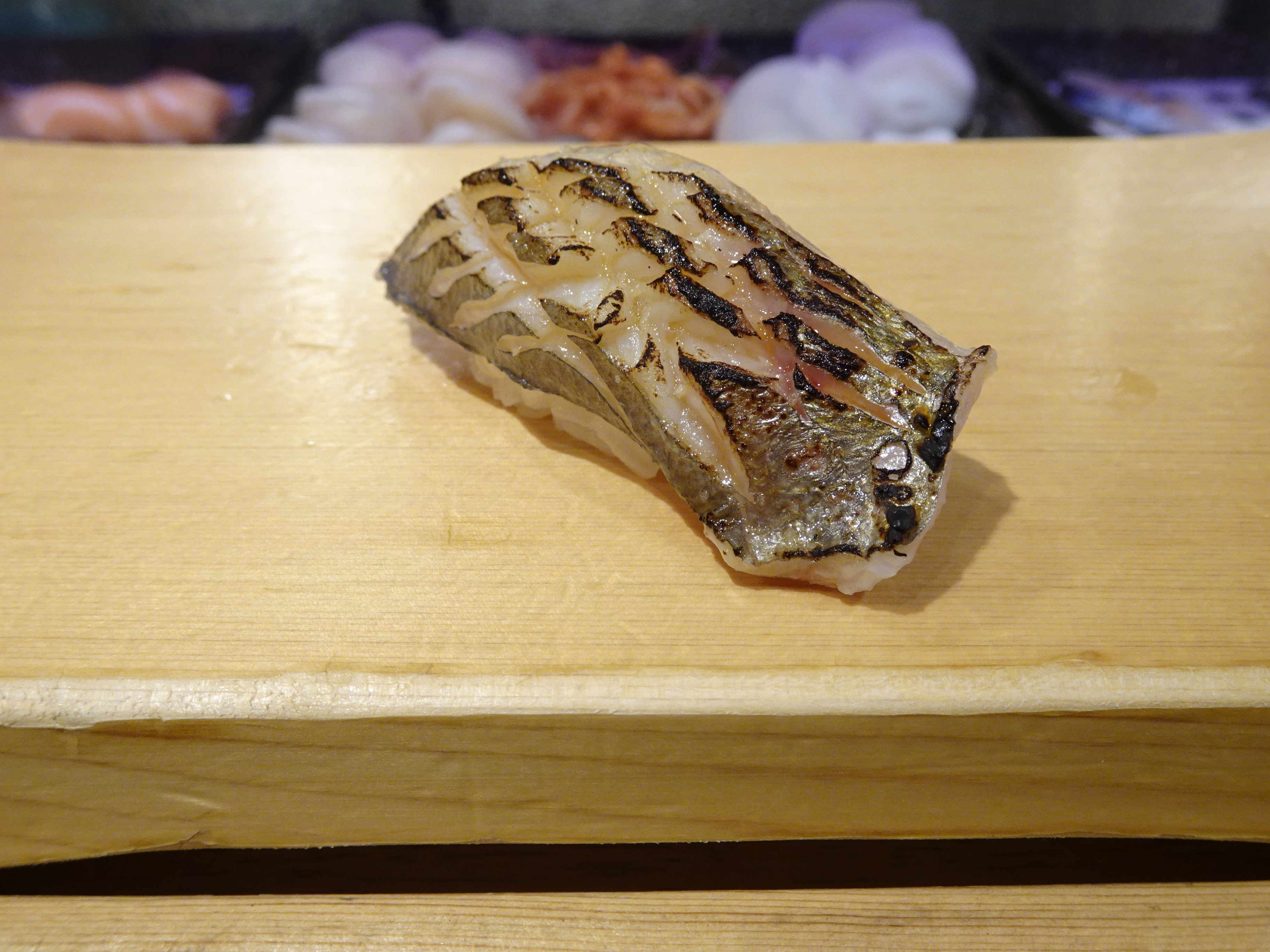
隠し包丁を入れて皮目を炙ったイボダイの握り寿司

主に底引き網で漁獲する。身は淡白だが脂が乗っており、西日本では食用魚として比較的よく流通する。夏から秋にかけてが旬とされている。焼き魚にしても、骨が外しやすく、背びれの骨は柔らかく食べられるので、西日本では比較的好まれている。
用途は、塩焼き、煮付け、刺身、干物、南蛮漬けなど幅広い。徳島では、背開きにしたイボダイを使った「ぼうぜの姿寿司」が郷土料理の一つとして親しまれる。大分では、背開きし間にニラ味噌を挟んで焼いたものが家庭料理として親しまれている。中国の福建省、広東省、香港などや、特に台湾でもよく食用にされる。中華料理では、蒸し魚、煮魚、ムニエル、から揚げ、スープなどに使われる。